# Museo Paleontológico Alejandro Berro
El Museo Paleontológico “Alejandro Berro” se encuentra en la ciudad de Mercedes (Uruguay).
Contiene una de las más importantes colecciones paleontológicas del Uruguay, producto del arduo trabajo del paleontólogo aficionado Alejandro Berro.
Dicha colección consta de alrededor de 4000 piezas, dentro de las cuales se encuentran restos de animales, fósiles y huevos de dinosaurios. Provienen principalmente de los suelos de Soriano, pero también hay de Río Negro, San José, Colonia y Flores.

## Atractivos del Museo
El gran atractivo del lugar es el caparazón de un gliptodonte hallado en el año 2010 por un niño de nueve años. El caparazón del gliptodonte, de 1,70 metros de longitud, fue encontrado en excelente estado de preservación. Además se pueden ver la mandíbula, dientes, costillas, cadera y parte de la cola del animal.

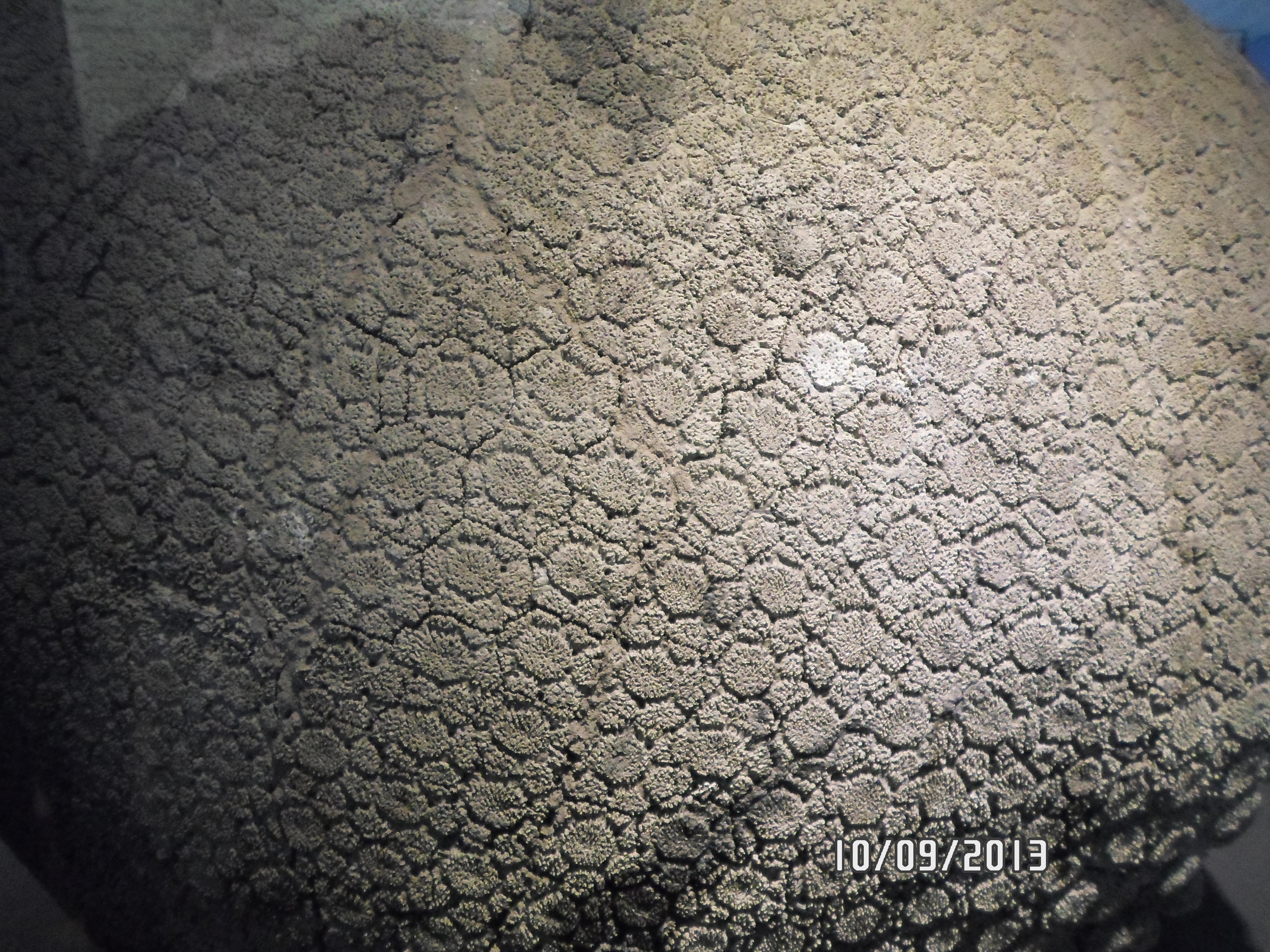
Caparazón del Gliptodonte

El “tatú gigante” fue hallado en una barranca del arroyo Perico Flaco, en la zona de Sacachispas, a casi 60 kilómetros de Mercedes. Pero lo más llamativo de la historia es que fue encontrado por Mario Vignolo, un niño de nueve años que se encontraba jugando en el lugar. Según expertos del Área de Geología y Paleontología de la Facultad de Ciencias de la Universidad de la República, este ejemplar es el más completo jamás hallado en tierras uruguayas.